# Peterskyrkan

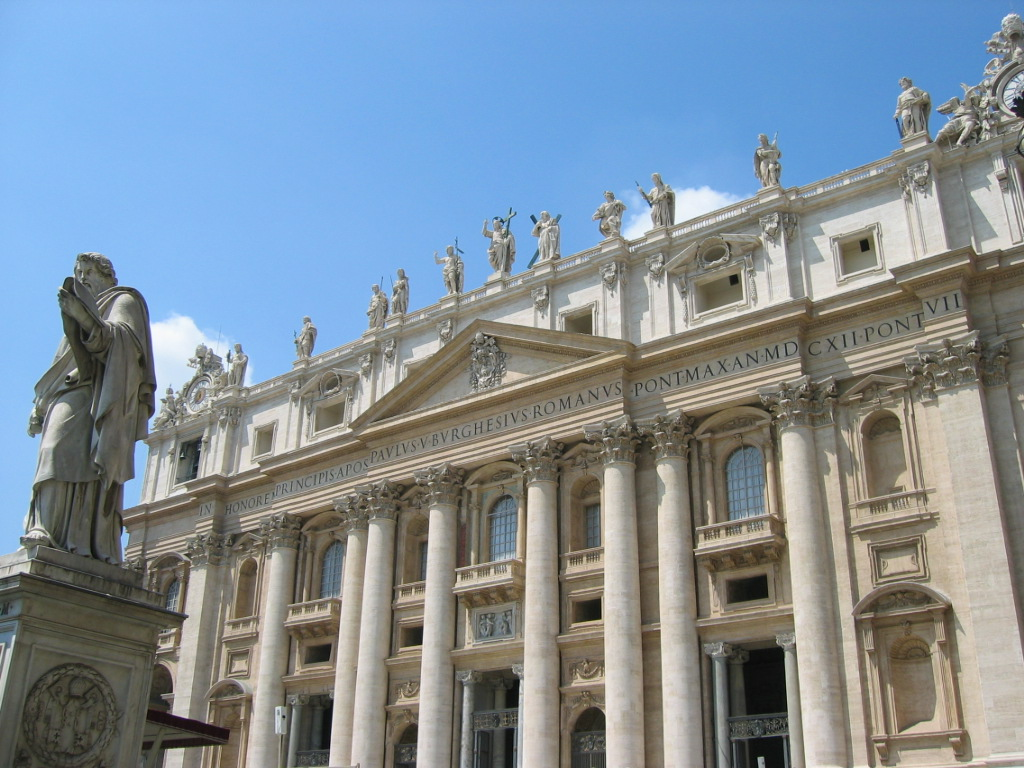
Peterskyrkans fasad med dess krönande statyer föreställande Kristus, elva apostlar samt Johannes Döparen. I vänster bildkant aposteln Paulus.

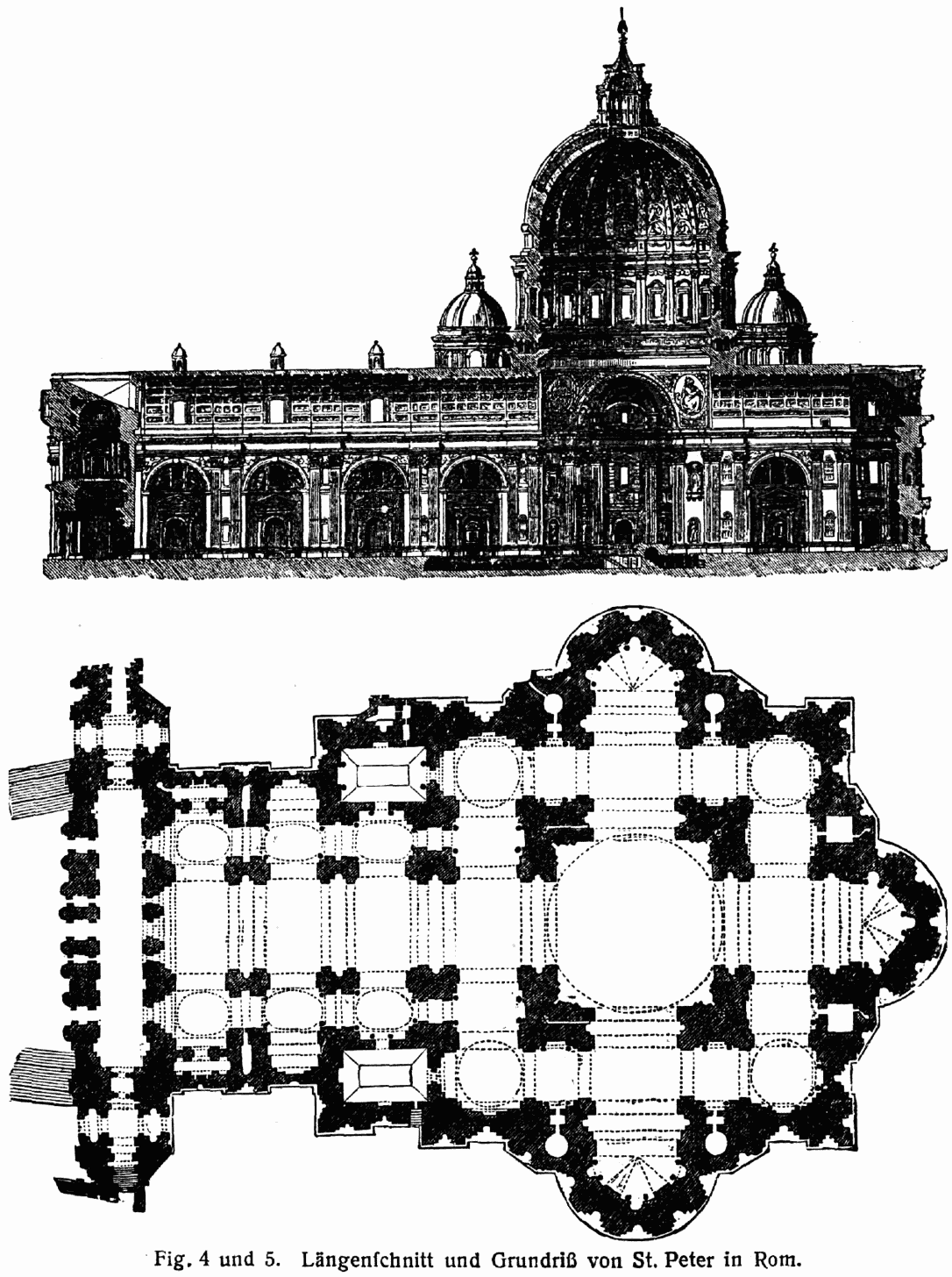
Snitt och planritning från 1904.

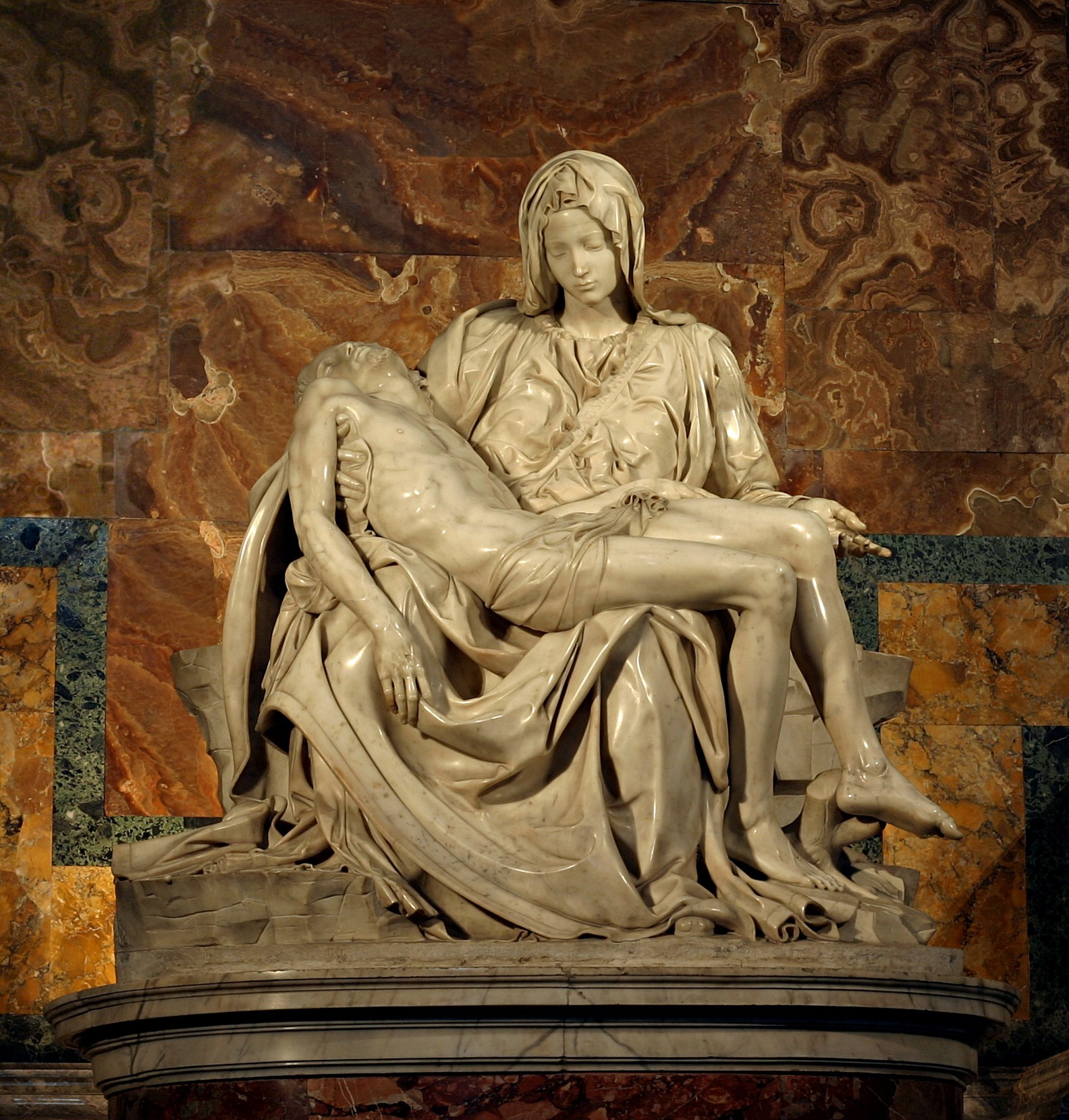
Michelangelos skulptur Pietà.

Peterskyrkan (italienska: Basilica di San Pietro in Vaticano, latin: Basilica Sancti Petri) är en kyrkobyggnad belägen i Vatikanstaten i Rom och katolicismens huvudkyrka. Peterskyrkan är helgad åt efter aposteln Petrus, som led martyrdöden omkring år 64 e.Kr. och som antas ha blivit begravd på denna plats. Confessio, det nedsänkta utrymmet framför högaltaret, skapades av Carlo Maderno för att behålla direkt kontakt med Petrus grav. I kupolen står ett citat ur Matteusevangeliet 16:18–19 på latin: TV ES PETRVS ET SVPER HANC PETRAM AEDIFICABO ECCLESIAM MEAM. TIBI DABO CLAVES REGNI CAELORVM, "Du är Petrus och på denna klippa skall jag bygga min kyrka. Jag skall ge dig himmelrikets nycklar." Peterskyrkan är en av Roms fyra patriarkalbasilikor.
Basilikans grundsten lades den 18 april 1506, och 120 år senare, den 18 november 1626, invigdes den av påve Urban VIII. Den nuvarande Peterskyrkan är belägen på platsen för ett litet oratorium uppfört av påve Anacletus I (79–91) på den vatikanska kullen. Detta oratorium ersattes på 320-talet av den av Konstantin den store uppförda fornkristna basilikan, vilken konsekrerades av påve Silvester I den 18 november 326. Kyrkobyggnaden fullbordades dock inte förrän under senare delen av kejsar Constans regeringstid (337–350).
I mitten av 1400-talet var vissa delar av kyrkan nära nog fallfärdiga och i stort behov av restaurering, vilket påbörjades av Nicolaus V (1447–1455). Julius II (1503–1513) ansåg emellertid att basilikan var i så dåligt skick att en rivning var påkallad. Julius uppdrog åt Donato Bramante att rita en ny kyrkobyggnad för att ersätta den gamla.
Peterskyrkans höjd är 136,6 meter.

## Beskrivning av basilikan
Peterskyrkan var otvivelaktigt världens största kyrka mellan 1626 och 1989. Från 1990 anses i vissa sammanställningar Notre-Dame de la Paix i Elfenbenskusten vara större, men det är tveksamt om den verkligen kan sägas vara det – antalet potentiella sittplatser i Notre-Dame de la Paix är till exempel bara en tredjedel av Peterskyrkans. När beräkningar av ytan har gjorts har i Notre-Dame de la Paixs fall även byggnader som inte hör till själva kyrkobyggnaden räknats med, något som inte gjorts i beräkningar av Peterskyrkans yta. Kyrkan är 132,5 meter hög och ytan på insidan är 15 160 kvadratmeter stor så att teoretiskt kan 60 000 människor samtidigt få plats. Långhuset har en längd av 187 meter och är 27,50 meter brett. Tvärskeppets mått i bredden är 138 meter.
Fasadens fris har en inskription med en meter höga bokstäver som hugfäster minnet av påve Paulus V, en av Peterskyrkans byggherrar:
IN HONOREM PRINCIPIS APOST PAVLVS V BVRGHESIVS ROMANVS PONT MAX AN MDCXII PONT VII
(Till ära åt apostlarnas furste, påve Paulus V Borghese, en romare, pontifex maximus, år 1612, det sjunde av hans pontifikat)
I Peterskyrkans inre finns cirka 800 kolonner, 390 kolossala skulpturer som är framställda av travertin från Tivoli, carraramarmor eller brons samt 45 altaren.
Ingången från portiken till kyrkan utgörs av en bronsdörr skapad av arkitekten Filarete (cirka 1400–1469). 
I var och en av de fyra huvudpelarna som bär upp den stora kupolen över högaltaret finns en nisch och i dessa står 4,5 meter höga helgonskulpturer som föreställer Veronica, Helena, Longinus och Andreas. Dessa figurer syftar på reliker som förvaras eller förvarades i Peterskyrkan: Veronicas svetteduk, en bit av Kristi kors, den heliga lansen och Andreas huvud (finns sedan 1964 i Patras).

I kyrkan finns bland annat Berninis högaltare, vid vilket endast påven får celebrera mässan samt Michelangelos mästerverk, skulpturen Pietà (1499), som föreställer Jungfru Maria med den döde Jesus i sitt knä. Drottning Kristina ligger begravd i de vatikanska grottorna under Peterskyrkan.

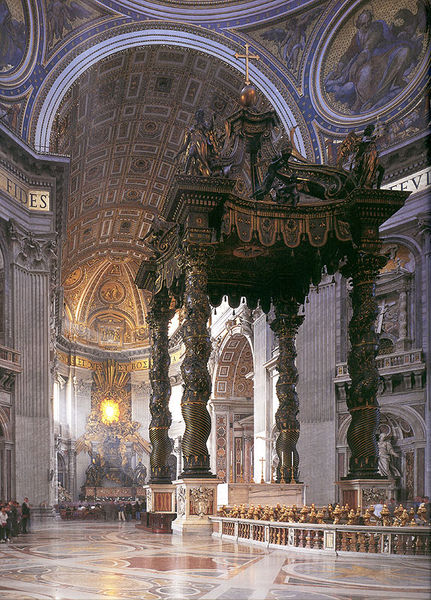
Högaltarrummet med Berninis 29 meter höga bronsbaldakin.

Peterskyrkan rymmer otaliga målningar, skulpturer, stuckaturer och mosaiker. Interiören hyser även ett antal påvegravar. Kupolen består av två skikt och är den största fribärande byggnaden av tegelsten i världen. Den har en diameter av 42,34 meter (86 cm mindre än kupolen över Pantheon men med 43,20 meter högre än denna) och bärs av fyra femkantiga pelare med en diameter av cirka 24 meter. Till kupolens lanternin går 510 trappsteg (eller bara 320 om besökaren innan använder hissen till takterrassen). Från lanterninen erbjuds utsikten över Vatikanen, Petersplatsen och övriga delar av Rom.

### Heliga porten
(latin: Porta santa), är en ingångsport i basilikan, som ligger bredvid huvudentrén, öppnas endast under jubelår då pilgrimer går genom den. Jubelår firas vart 25:e år och syftar till att troende skall få förlåtelse samt vart 50:e år då man högtidlighåller Jesu död. Traditionsenligt knackar påven på dörren med en bronshammare på julnatten, den låses upp och är öppen ett drygt år, till nästa års trettondag. Senast var Porta santa således öppen från julnatten 1999 till trettondagen 2001. Under det senaste extraordinarie jubelåret var Porta santa öppen från Jungfru Marie obefläckade avlelses fest den 8 december 2015 till Kristus Konungens fest den 20 november 2016. Den öppnades av påve Franciskus, då även påve Benedictus XVI närvarade. Bland de inskriptioner som återfinns över dörren finns däribland: 
- IOANNES PAVLVS II P.M. ITERVM PORTAM SANCTAM APERVIT ET CLAVSIT ANNO MAGNI IVBILAEI AB INCARNATIONE DOMINI     MM–MMI
- FRANCISCVS PP. PORTAM SANCTAM ANNO MAGNI IVB MM–MMI A IOANNE PAVLO PP. II RESERVATAM ET CLAVSAM APERVIT ET CLAVSIT ANNO IVB MISERICORDIAE MMXV–MMXVI

### Gravar
Det finns över 100 gravar i Peterskyrkan. Många av dessa finns under basilikan. Bland de begravda finns exempelvis Drottning Kristina, drottning av Sverige 1632-1654, samt påve Johannes Paulus II, Katolska kyrkans påve 1978-2005. 

## Byggnadshistoria i korta drag
Den nuvarande kyrkan påbörjades 1506 och invigdes 120 år senare, 1626. Under nästan hundra år pågick diskussioner om vilken grundplan Peterskyrkan slutligen skulle ha. Vissa arkitekter förordade det grekiska korset, medan andra föreslog det latinska korset. Flera kända arkitekter har satt sitt avtryck på kyrkan: Donato Bramante, Rafael och Michelangelo. Det var dock Carlo Madernos förslag som realiserades. Han ritade långhuset och fasaden i början av 1600-talet.

### 1400-tal
- 1450 – Nicolaus V företar en första genomgripande omvandling av kejsar Konstantins basilika (invigd år 326).

### 1500-tal
- 1506 – Julius II anförtror ledningen av arbetet åt Donato Bramante.
- 1514 – Rafael blir arbetsledare efter Bramantes död. Han föreslår en plan i form av ett latinskt kors för basilikan.
- 1520 – Baldassare Peruzzi återgår till planen med grekiskt kors.
- 1543 – Återgång till planen med latinskt kors i och med att Antonio da Sangallo d.y. blir chefsarkitekt.
- 1546 – Michelangelo utnämns till chefsarkitekt och reviderar planen på nytt. Han återgår till Bramantes ursprungliga ritning i förenklad form. Michelangelo leder arbetet fram till sin död 1564.
- 1564 – Efter Michelangelos död övertar Pirro Ligorio ledningen med bland andra Vignola vid sin sida.
- 1565 - Ligorio förlorar sin ställning och Vignola arbetar vidare enligt Michelangelos ritningar. Giacomo della Porta och Domenico Fontana arbetar på kupolen och lanterninen enligt Michelangelos intentioner. De gjorde också de två små kupolerna.
- 1586 – Fontana placerar den egyptiska obelisken från Neros cirkus på Petersplatsen (enligt ett förslag av Julius II).

### 1600-tal
- 1603 – Paulus V återgår till planen med latinskt kors. Carlo Maderno får i uppdrag att förlänga långhuset i riktning mot Petersplatsen och uppför den nuvarande fasaden enligt Michelangelos ritning, men utvidgad.
- 1626 – Den nya Peterskyrkan invigs av Urban VIII.
- 1667 – Petersplatsen fullbordas.

Den 18 november firas i Romersk-katolska kyrkan Petrus- och Paulusbasilikornas invigningsdag, det vill säga Peterskyrkan och San Paolo fuori le Mura. Allt byggnads- och konstruktionsarbete i Peterskyrkan handläggs av romerska kurians kontor.

## Runt Peterskyrkan

### Petersplatsen
Framför basilikan finns Petersplatsen, som är en öppen plats. Den uppfördes 1659-1667. Flera av de mässor, ledda av påven, firas på Petersplatsen. Det är också där de troende samlas när en ny påve ska presenteras. 

### Vatikanträdgårdarna
Trädgårdarna är belägna i Vatikanstaten. Dessa anlades under renässansen och barocken.

### Klostret Mater Ecclesiae
Mater Ecclesiae är ett kloster i Vatikanstaten, grundat omkring år 1990 av påve Johannes Paulus II. Klostret var mellan 2013 och 2022 residens för påve Benedictus XVI. 

## Klockor och urverk
Toppen av basilikans fasad har två urverk. Den ena av dessa visar klockslaget i Rom. 

## Kyrkklockor
Basilikan har sex kyrkklockor. Tre av dessa är synliga utifrån. De hänger i ena delen av basilikans fasad mot Petersplatsen. Den största klockan har tonen e0. Den ringer vid de stora högtiderna såsom påsk, jul och vid bortgång av en påve. Den ringer också under påvens "Urbi et Orbi" och vid ett nytt val av påve. 
| Klocka | Namn                                | Vikt     | Gjuten |
| ------ | ----------------------------------- | -------- | ------ |
| 1      | Campanone                           | 9 000 kg | 1785   |
| 2      | Campanoncino (Mezzana, Benedittina) | 4 000 kg | 1725   |
| 3      | Rota                                | 2 000 kg | 1288   |
| 4      | Predica                             | 850 kg   | 1893   |
| 5      | Ave Maria                           | 280 kg   | 1932   |
| 6      | Campanella                          | 260 kg   | 1825   |

## Påven
Påven, som är Katolska kyrkans högsta ledare, har sitt säte i Peterskyrkan, vid vilken han även bor nära. Han celebrerar vanligen de största mässorna i basilikan, såsom midnattsmässorna vid jul och påsk. Sedan 2025 är Leo XIV påve. Vid Berninis högaltare får endast påven celebrera mässan. 

## Turism
Peterskyrkan besöks av cirka 20 000 människor per dag, vilket gör den till en av de mest besökta byggnaderna i världen. Som skydd mot terroristattacker finns omfattande kontroller med ett flertal slussar.

## Bilder

### Exteriör

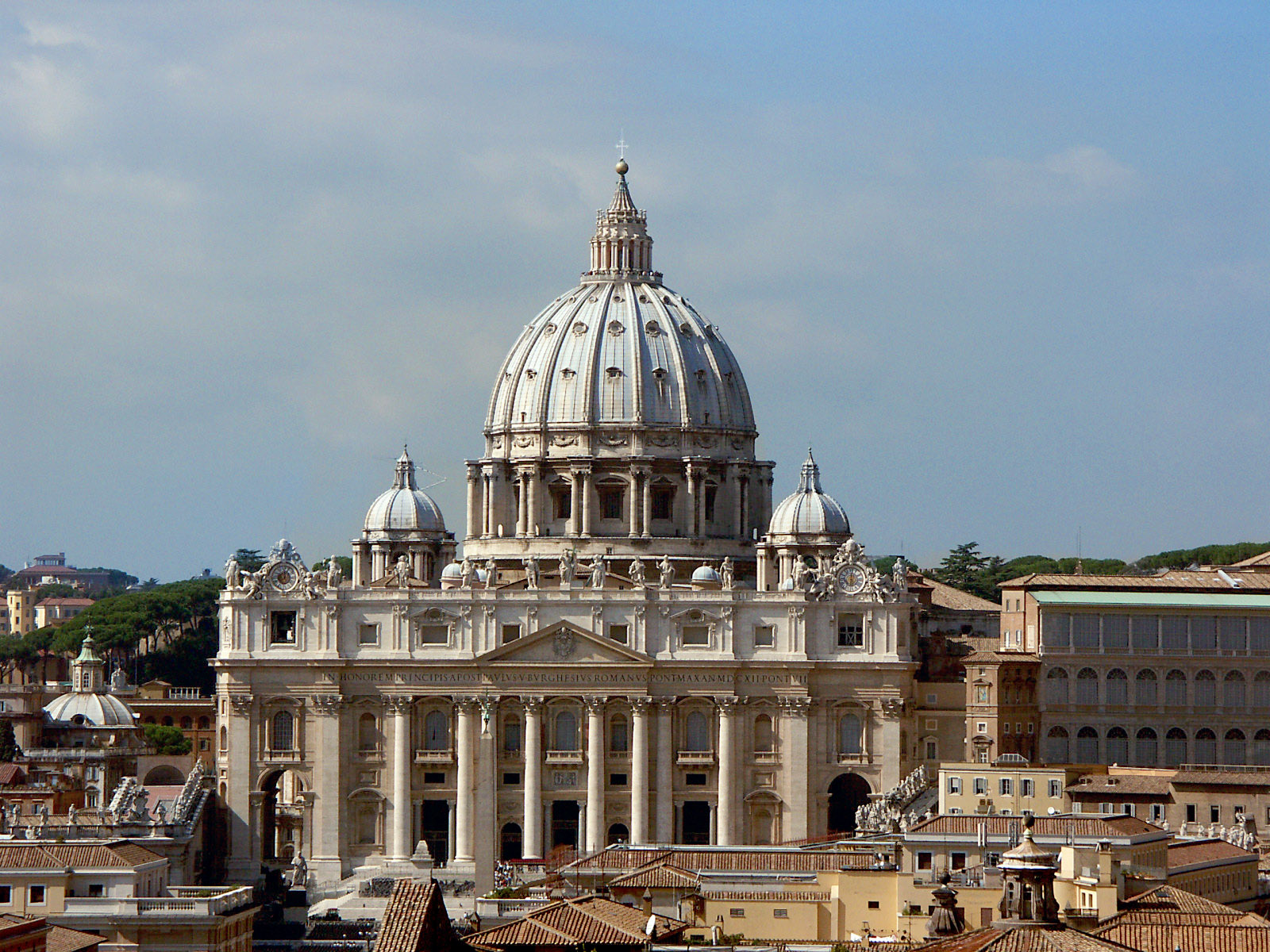
Kyrkan med kupolen tydligt i bild
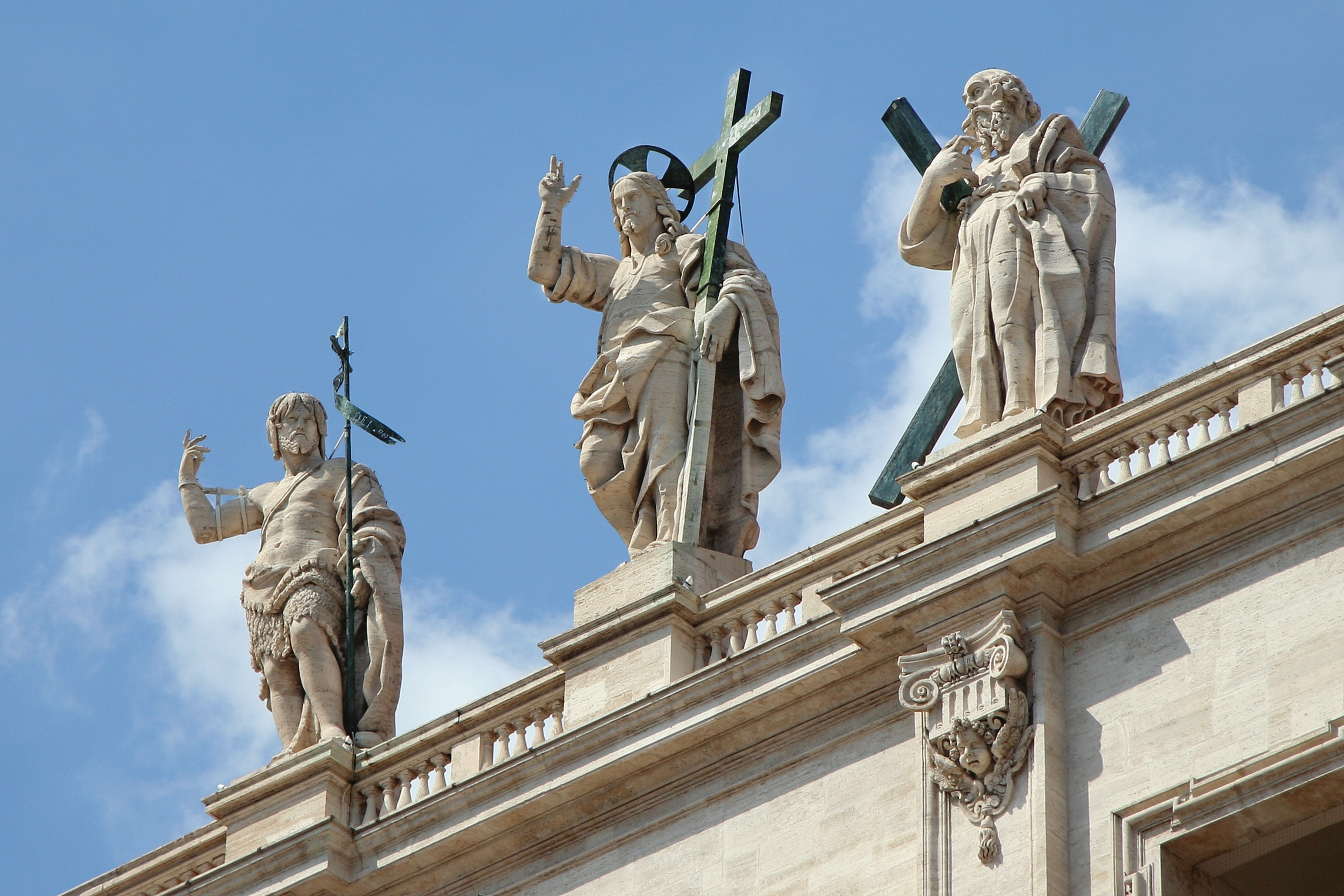
Närbild av statyerna på kyrkans fasad föreställande Jesus, Johannes döparen och aposteln Andreas
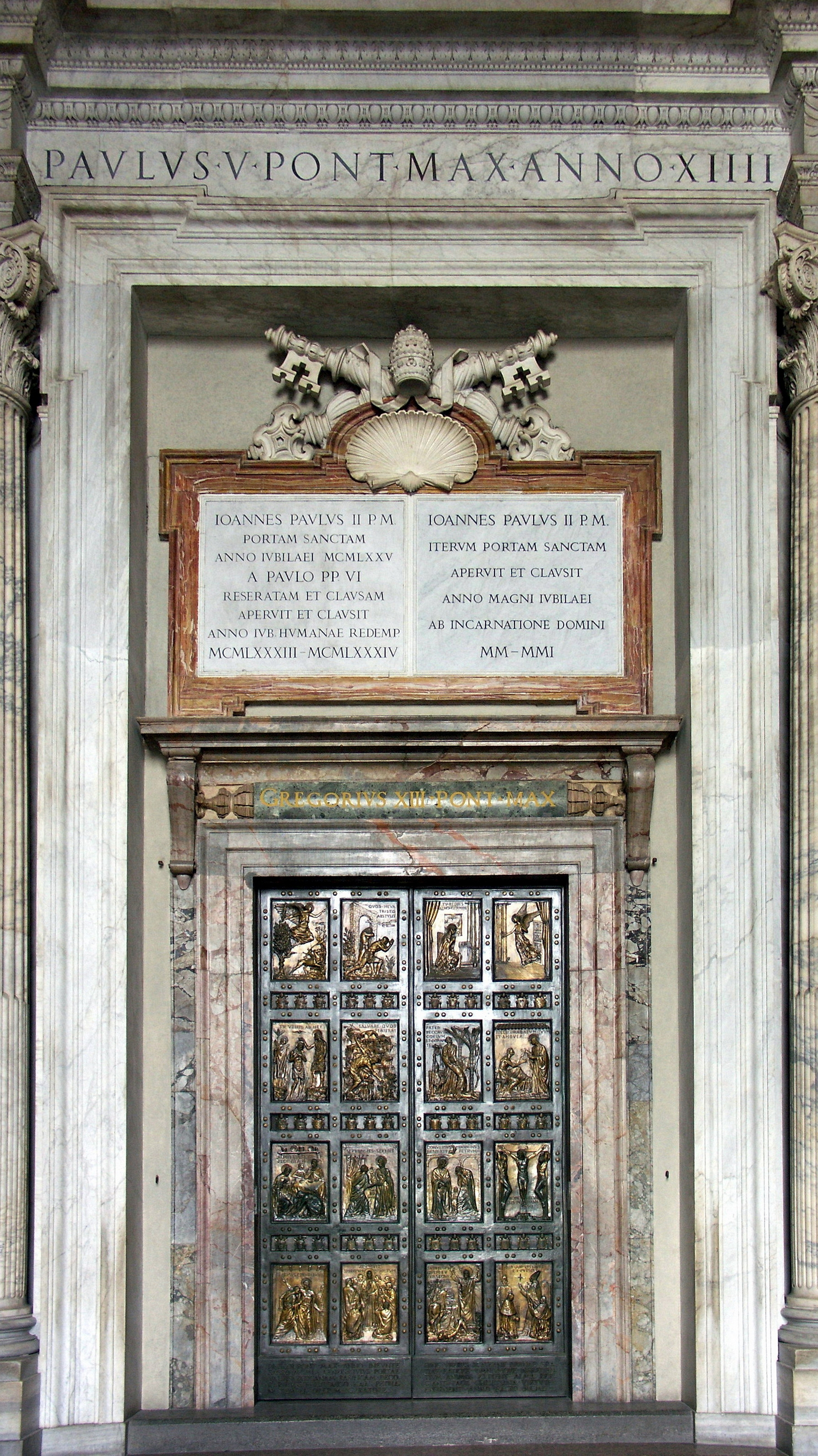
Den Heliga porten som vanligtvis är förseglad och bara öppnas vid heliga år
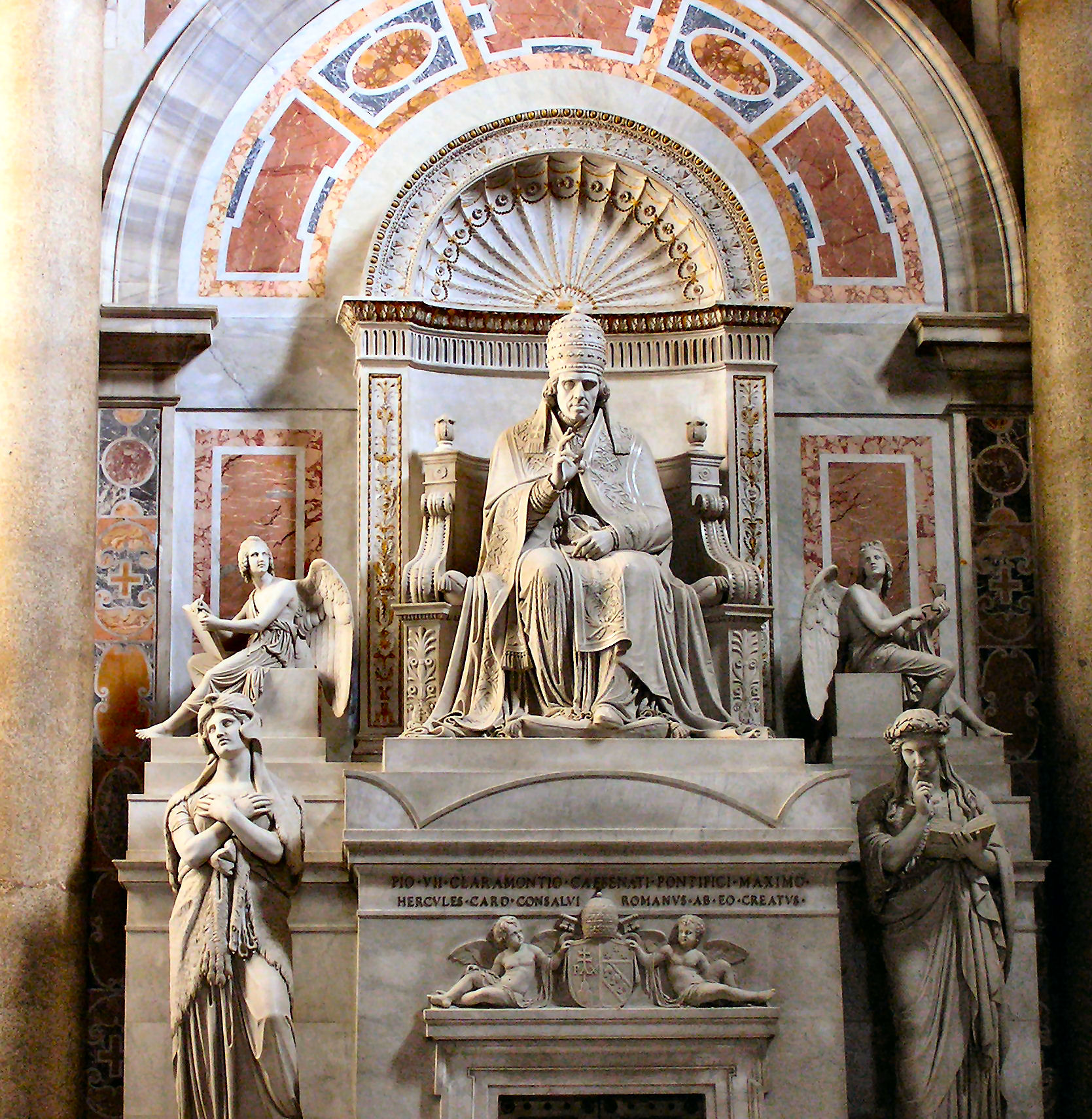
Påve Pius VIIs grav
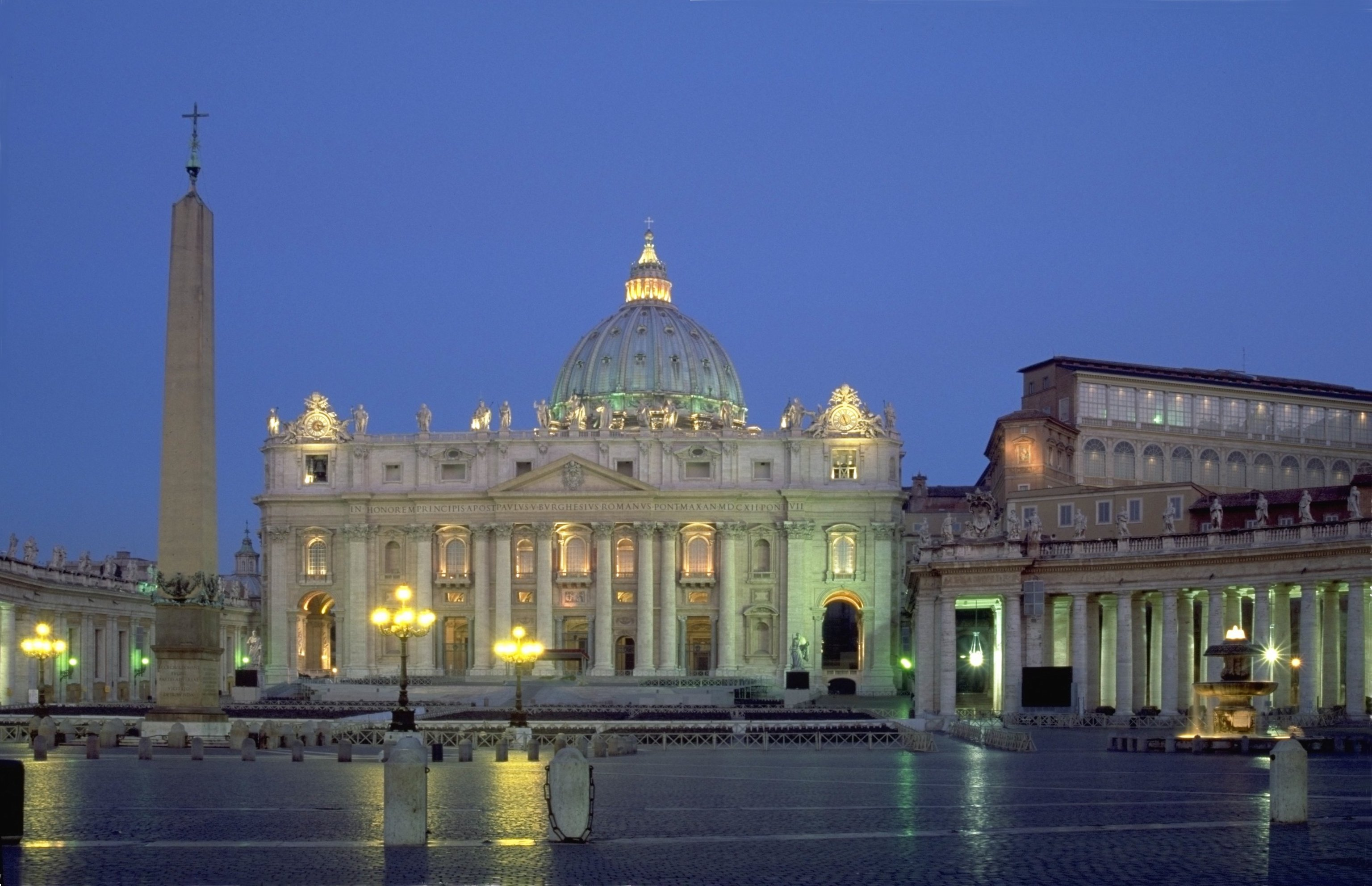
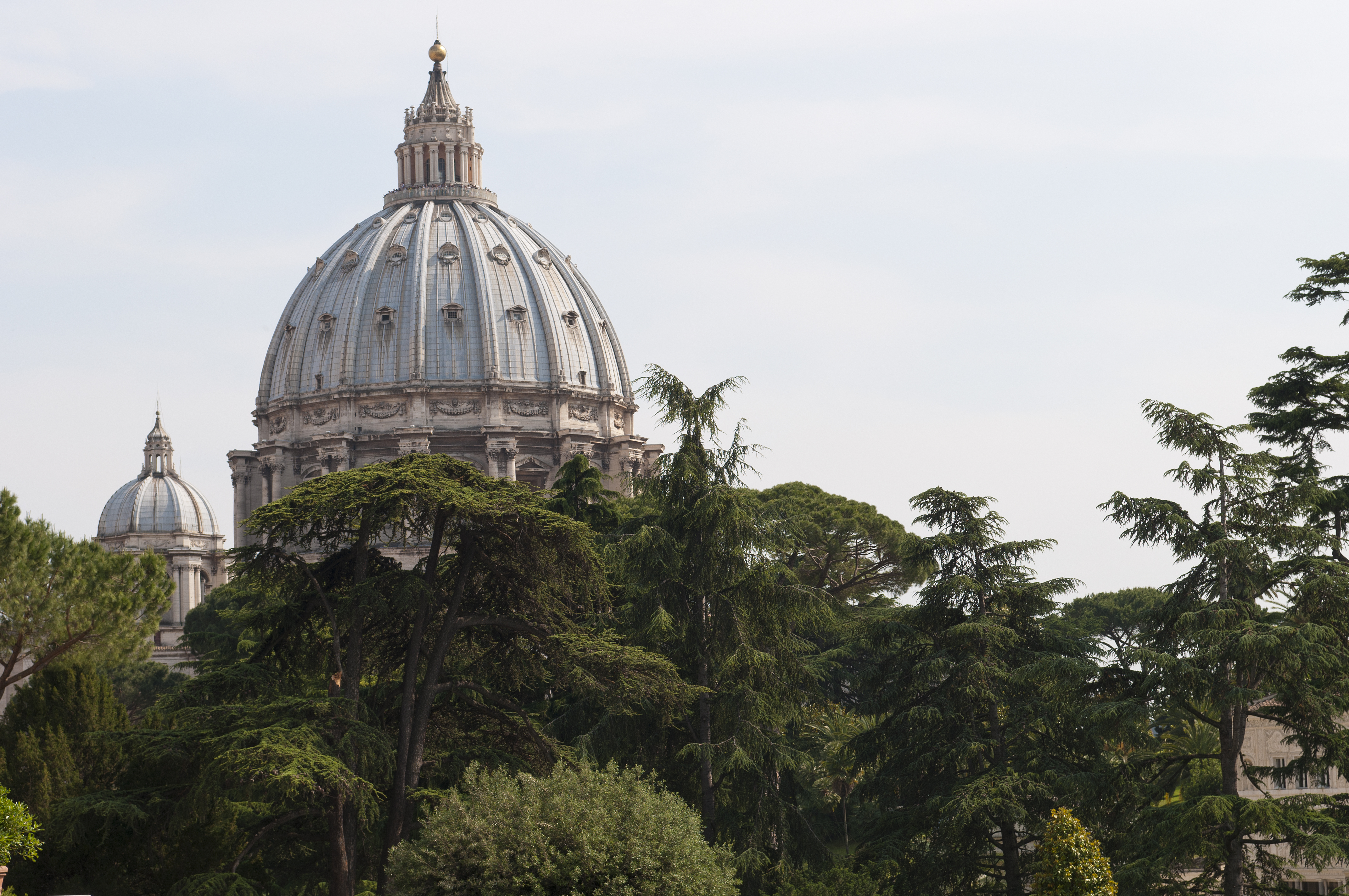

### Interiör

Korsmittens kolossalskulpturer
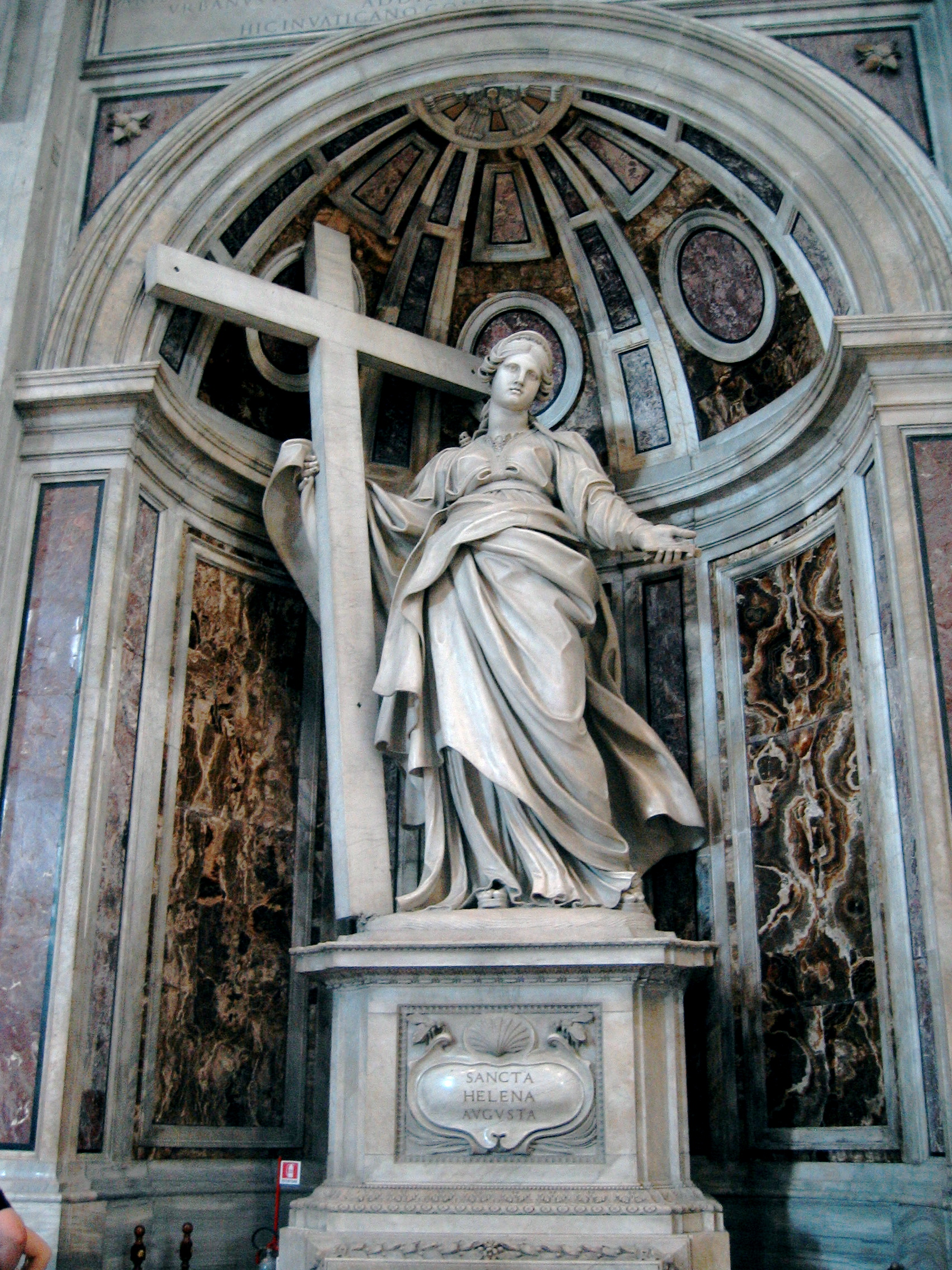
Sankta Helena med det sanna Korset, utförd av Andrea Bolgi.
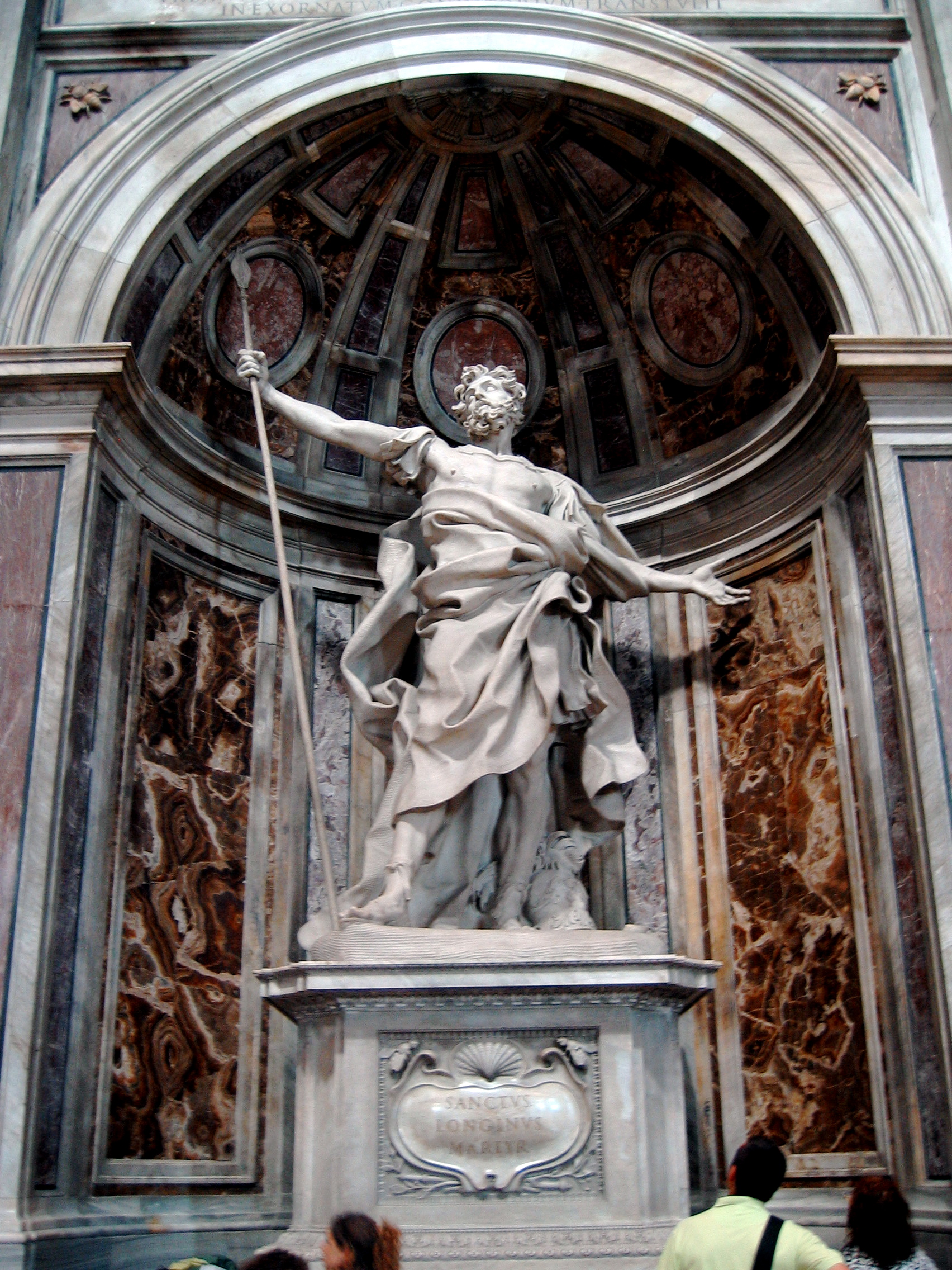
Sankt Longinus, utförd av Giovanni Lorenzo Bernini.
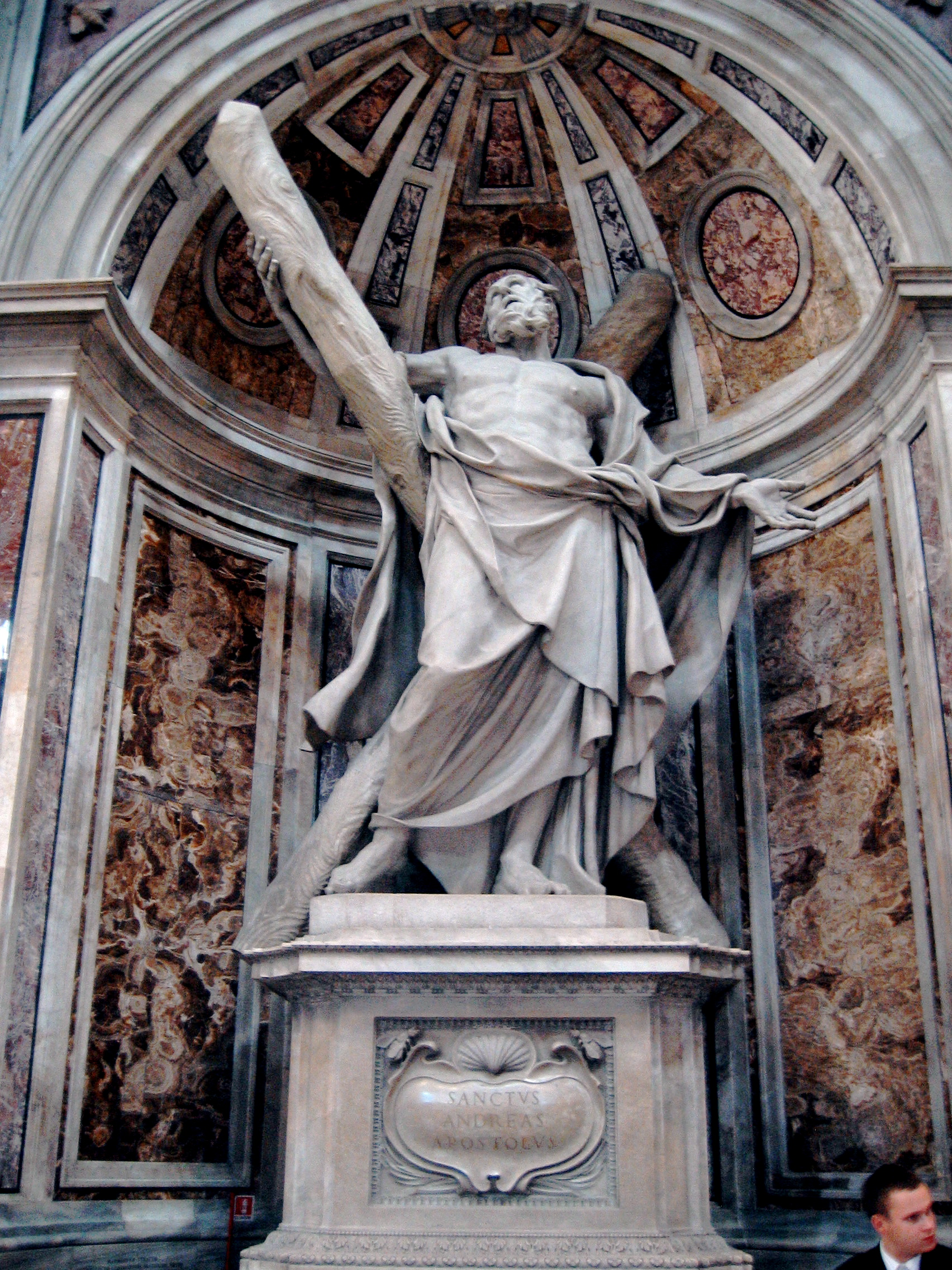
Sankt Andreas, utförd av François Duquesnoy.
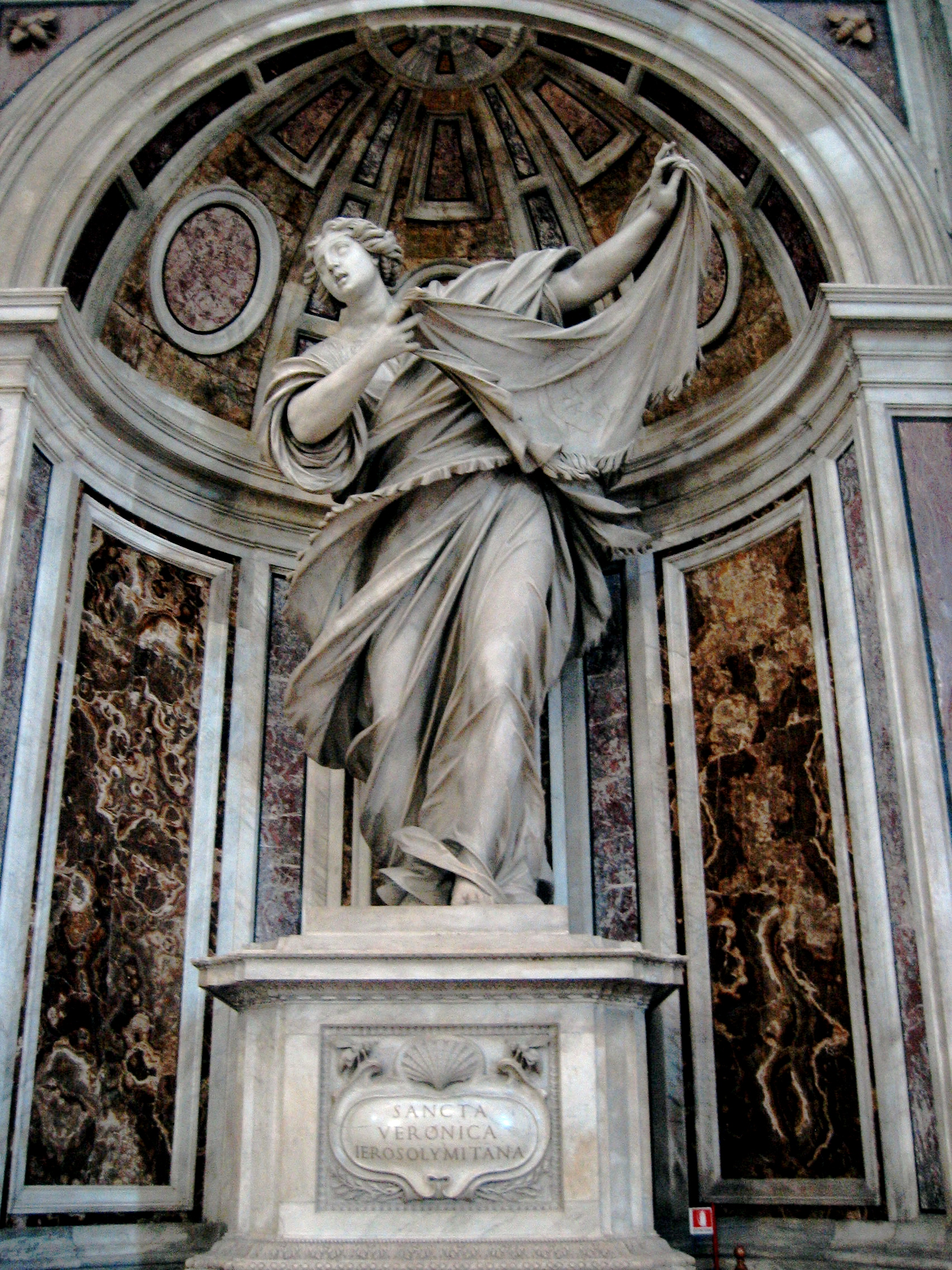
Sankta Veronica med svetteduken, utförd av Francesco Mochi.